# Forteresse de Margat
Ne doit pas être confondu avec Margat.
La forteresse de Margat connue aujourd'hui sous le nom de Qalaat Marqab (Qalaʿa al-marqab, قلعة المرقب la forteresse qui contrôle). Elle est située à quelques kilomètres au sud du port de Baniyas sur la côte syrienne, non loin du krak des Chevaliers.

## Histoire
Un premier château a été construit en 1062 par un seigneur musulman local. Les musulmans contrôlent la forteresse pendant la première croisade  malgré l’existence de la principauté d'Antioche.
En 1104, les Byzantins prennent le Margat.
En 1109, Tancrède de Hauteville enlève Baniyas puis Gibelin (Bayt Jibrin) et remet cette dernière à Renaud Ier Mazoir. C’est Renaud II Mazoir qui s'installe à Margat et se charge de son entretien jusqu’en 1185, car la forteresse s'avère trop grande pour la famille Mazoir.
En 1186, elle est vendue par Bertrand Mazoir aux Hospitaliers qui en font leur quartier général en Syrie. Saladin en fait le siège puis renonce. Il pense la forteresse imprenable. Le Marqab est un des rares territoires restants sous le contrôle des Croisés après les conquêtes de Saladin.
En 1191, Isaac Doukas Comnène  qui régnait sur Chypre depuis 1184, est fait prisonnier par les Anglais près du cap Apostolos Andreas. La légende veut que Richard Cœur de Lion le fit entraver avec une chaîne en argent car il lui avait promis de ne pas lui passer les fers. Il le remit aux Hospitaliers qui l'enfermèrent à Margat jusqu'en 1193.
En 1203 et jusqu’en 1205, les Hospitaliers lancent plusieurs expéditions contre Hama et Homs. Le sultan d'Alep, Malik Zahir Gazi, envoie une armée qui détruit les tours d'enceinte de Margat mais il se retire quand son général est tué d'une flèche.
Au début du XIIIe siècle, Margat est à l'apogée de sa puissance militaire. Les Hospitaliers ont une garnison de mille personnes et des vivres pour cinq années. L'évêque de Valénie (Banyas) y transporte sa résidence.
En 1269 et 1270, Margat repousse les assauts de Baybars. En 1271, le Krak est pris mais les Hospitaliers gardent solidement la côte. En 1281, Margat est assiégé par une armée de 7 000 hommes. Les Hospitaliers ne sont que 220 chevaliers et 200 fantassins. Après une sortie au cours de laquelle ils ne perdent qu'un seul chevalier et 12 sergents, ils mettent les musulmans en fuite.
En avril 1285, presque un  siècle après la tentative de Saladin, le sultan Mamelouk baharite d’Égypte Qala'ûn prend la forteresse après un travail de sape qui a fait s’effondrer une partie des remparts. Les Mamelouks laissent les Hospitaliers partir en emportant tout ce qu’ils peuvent. Les Hospitaliers se replient à Tartous puis à Arouad d'où il partiront vers Chypre. Les ottomans n'ont pas détruit la forteresse. Ils en font un lieu de garnison.

## Le site

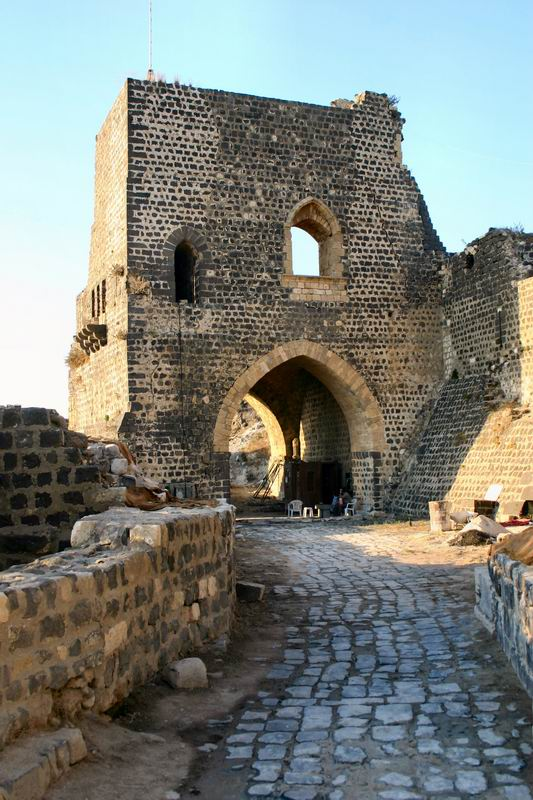
Entrée de la forteresse

La forteresse de Margat occupe un éperon rocheux qui commande tout le littoral, ce qui explique son nom en arabe. Les murailles dessinent un triangle grossièrement équilatéral de 600 m de côté. Le sommet du triangle est dirigé vers le sud et c’est là que se trouve le château avec son énorme donjon de 29 m de diamètre qui figure comme la proue d’un navire.
Il y avait un mur qui reliait le Margat à la tour appelée  Burj al-Sabi pratiquement sur le rivage. Ce bastion au bord du rivage faisait fonction de poste de douane entre deux principautés croisées : la principauté d’Antioche dont il fait partie et au sud le comté de Tripoli.
La forteresse avait un avantage sur le krak des Chevaliers, c’est de ne pas dépendre complètement de son approvisionnement en eau par un aqueduc et des bassins servant de réserves d’eau ; il y a des puits comme celui qu’on peut encore voir dans la cour. La chapelle a été construite par les Hospitaliers vers 1186. Vers 1270, l'entrée principale fut établie dans la barbacane au milieu du front ouest. On y accède par un escalier en pente douce puis par un pont.
C'est là sans doute que résida Isaac Comnène, prisonnier de Richard Cœur de Lion qui l'avait confié à la garde des Hospitaliers. Il mourut à Margat en 1195.

## Sources
- (en) Cet article est partiellement ou en totalité issu de l’article de Wikipédia en anglais intitulé « Margat » (voir la liste des auteurs).